# Turska peć
Turska peć je pećina s prapovijesnim arheološkim nalazištem iznad zaseoka Zeljovićâ, općina Dugi Rat.

## Opis
Nalazi u njoj datiraju od 6. st. pr. Kr. do 15. stoljeća. Arheološko nalazište pećina Turska peć, nalazi se na južnom pristanku planine Perun iznad naselja Sumpetar odnosno zaseoka Zeljovići na prostoru općine Dugi Rat. Špilja je duga 40 m., a dimenzije otvora su 11,8 m. x 10,3 m. Iznad same pećine, po vrhovima perunskog masiva smjestilo se nekoliko gradinskih objekata kao i kamenih gomila-tumula. Ti objekti nesumnjivo dokazuju prisutnost čovjeka na tom prostoru u periodima kasnog brončanog ili željeznog doba.

## Zaštita
Pod oznakom Z-7359 zavedena je kao nepokretno kulturno dobro - arheologija, pravna statusa zaštićena kulturnog dobra, klasificirano kao "kopnena arheološka zona/nalazište".